# Niwari
Niwari é uma cidade e uma nagar panchayat no distrito de Tikamgarh, no estado indiano de Madhya Pradesh.

## Demografia
Segundo o censo de 2001, Niwari tinha uma população de 20,711 habitantes. Os indivíduos do sexo masculino constituem 53% da população e os do sexo feminino 47%. Niwari tem uma taxa de literacia de 60%, superior à média nacional de 59.5%: a literacia no sexo masculino é de 69% e no sexo feminino é de 50%. Em Niwari, 7% da população está abaixo dos 6 anos de idade.